# Diopsis macromacula
Diopsis macromacula är en tvåvingeart som beskrevs av Enrico Adelelmo Brunetti 1926. Diopsis macromacula ingår i släktet Diopsis och familjen Diopsidae.
Artens utbredningsområde är Kongo. Inga underarter finns listade i Catalogue of Life.